# Banys de Benasc
Banys de Benasc (en benasquès: Banyos de Benás, en castellà: Baños de Benasque) és un balneari del municipi de Benasc (Ribagorça) situat a 1720 metres d'altitud, damunt la riba esquerra de l'Éssera. És d'aigües sulfuroses i termals (de 22° a 37 °C). És el balneari que es troba a major altitud de l'Aragó i de tot l'estat espanyol. Tancat definitivament des de l'estiu de 2019.